# Dumbrăveni, Suceava
Dumbrăveni là một xã thuộc hạt Suceava, România. Dân số thời điểm năm 2002 là 8158 người.